# TRIAD Berlin
TRIAD war eine deutsche Werbeagentur, die 1994 in Berlin gegründet wurde. Bekannt wurde Triad für die Entwicklung von zwei großen Sportmuseen – dem Deutschen Fußballmuseum in Dortmund und dem FIFA Museum in Zürich – und für die Pavillons Planet m (Expo 2000, Hannover) und Urban Planet (Expo 2010, Shanghai). Anfang 2020 wurde Triad auf Grund der Eröffnung des Insolvenzverfahrens gemäß § 60 Abs. 1 Nr. 4 GmbHG aufgelöst.

## Geschichte

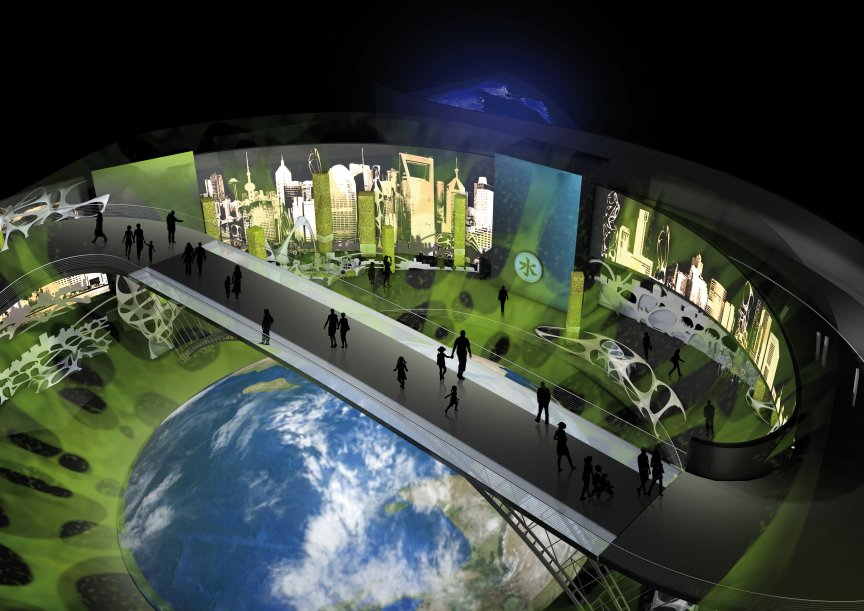
Expo 2010 Shanghai, Urban Planet Pavillon

Die Berliner Agentur wurde 1994 von Lutz Engelke anlässlich der Ausstellung Der Traum vom Sehen im Gasometer Oberhausen gegründet. Seit der Gestaltung des Themenpavillons Urban Planet auf der Expo 2010 unterhielt das Unternehmen dauerhaft ein zusätzliches Büro in Shanghai. Zum Jahresanfang 2020 hatte die Agentur Insolvenz angemeldet, seitdem agiert ein Triad-Netzwerk mit mehreren Firmen.

## Ausstellungsdesign
Triad gestaltete Kommunikation im Raum und verstand sich als Think & Do Tank. Alle Projekte zielten darauf ab, komplexe Ideen verschiedener Themenbereiche mithilfe der Storytelling Methode in greifbare Erfahrungen zu verwandeln. Ein wesentlicher Bestandteil dieses Prozesses war die Entwicklung einer Erzählung, die die Botschaften strukturierte und die Besucher durch die Ausstellung leitete. TRIAD-Ausstellungen setzten stark auf digitale, interaktive Exponate und verbanden Bildung und Unterhaltung in einem multimedialen Raum. Ergebnis war das sogenannte Edutainment, das Wissen unterhaltsam vermittelte.
Edutainment-Konzepte hat TRIAD in verschiedenen Projekten mit Fokus auf Kinder- und Jugendlichenbildung umgesetzt, etwa in der Ausstellung Arbeitswelten der Zukunft, mit der die MS Wissenschaft vom 15. Mai bis zum 9. Oktober 2018 durch 34 deutsche und österreichische Städte tourte. Denselben Ansatz verfolgte auch die Ausstellung im Brandenburger Tor Museum.
Ein weiterer Schwerpunkt des Designs bei TRIAD waren barrierefreie Zugänge zu den Ausstellungen. Ein Beispiel dafür war die 2016 eröffnete barrierefreie Erlebnisausstellung Wildnis(t)räume im Nationalpark Eifel, die Bestandteil der UN-Dekade der Biodiversität war.

## Projekte (Auswahl)

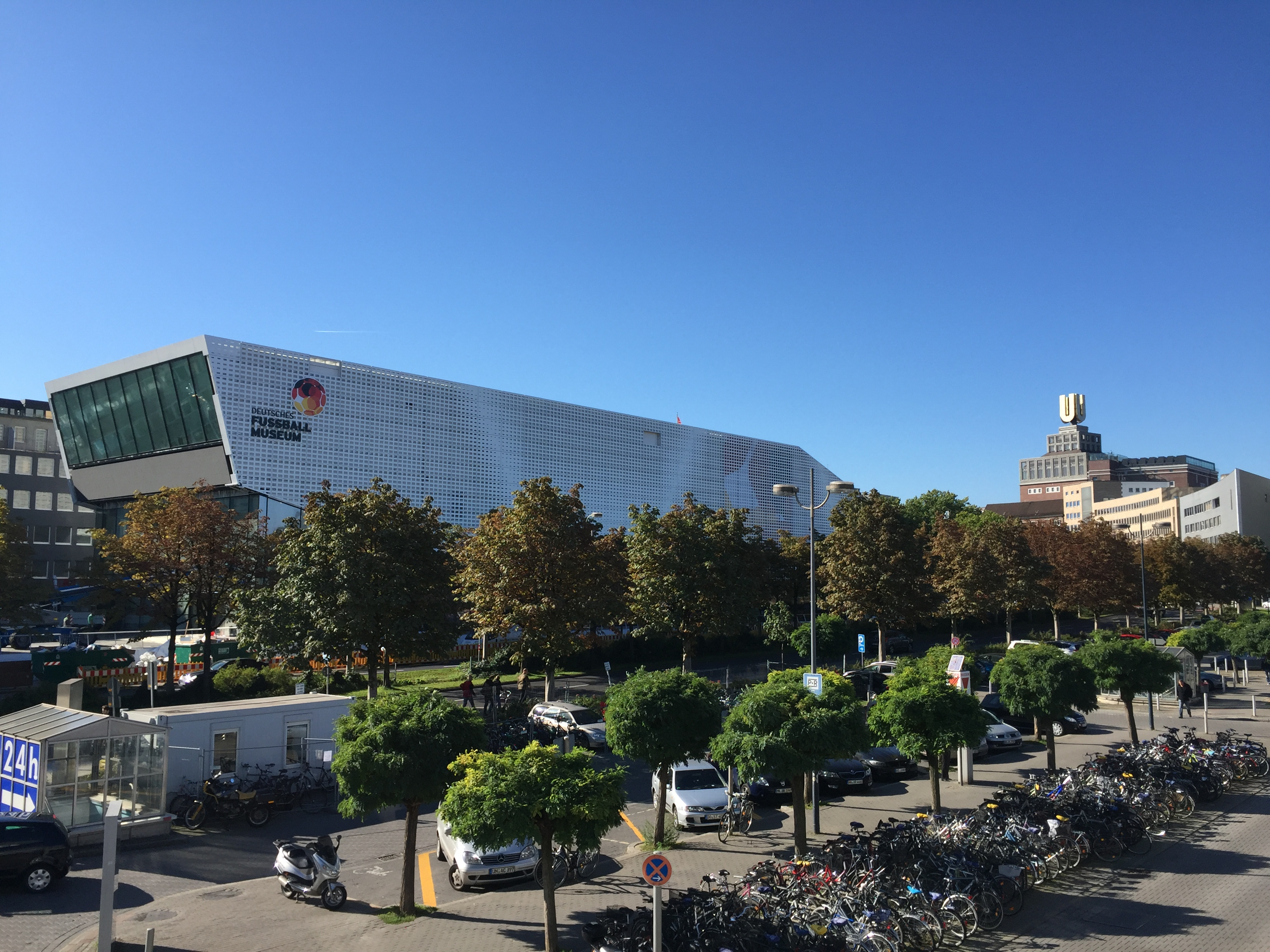
Deutsches Fußballmuseum, Dortmund

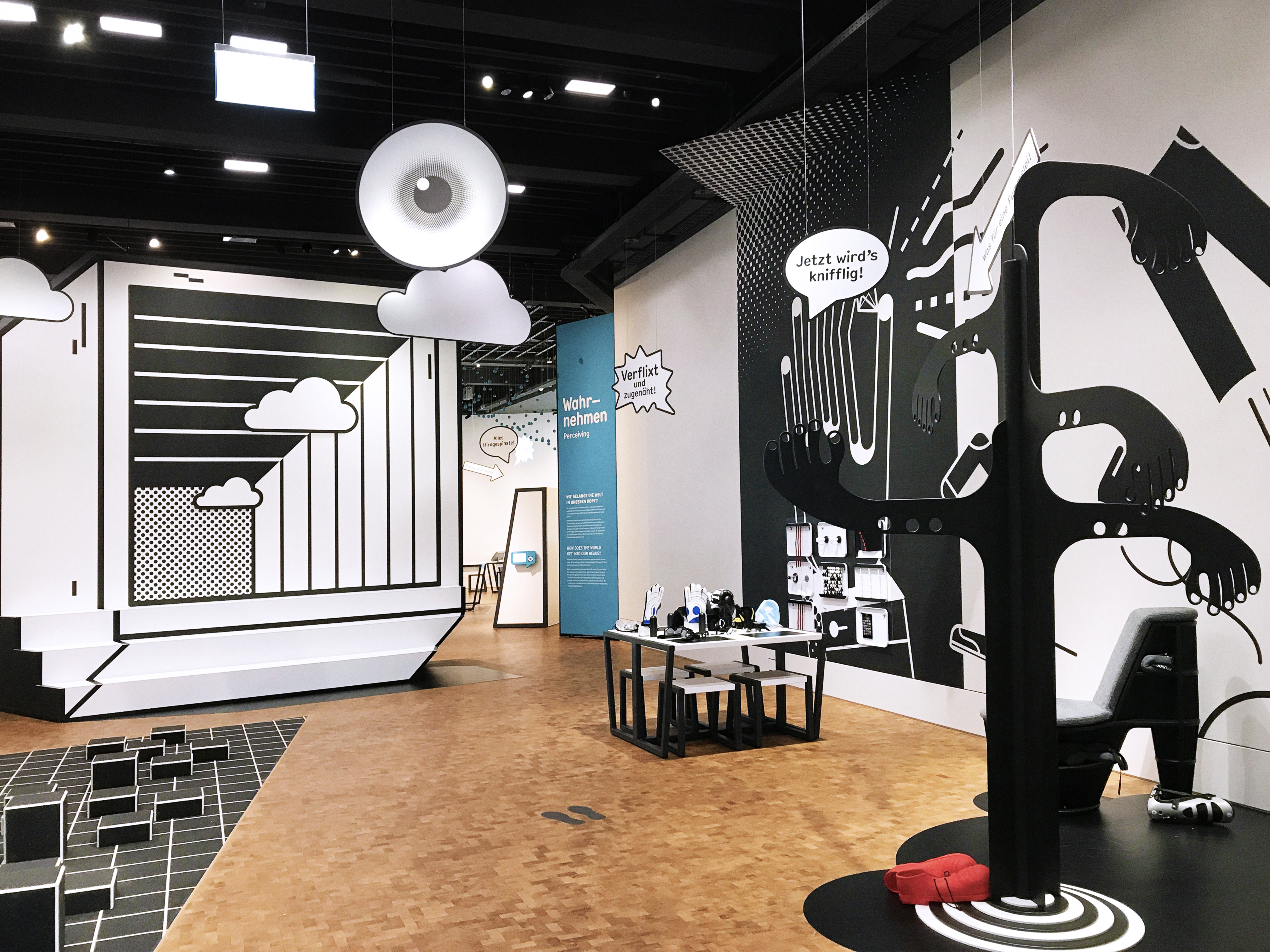
Themenwelt KopfSachen, Experimenta Heilbronn

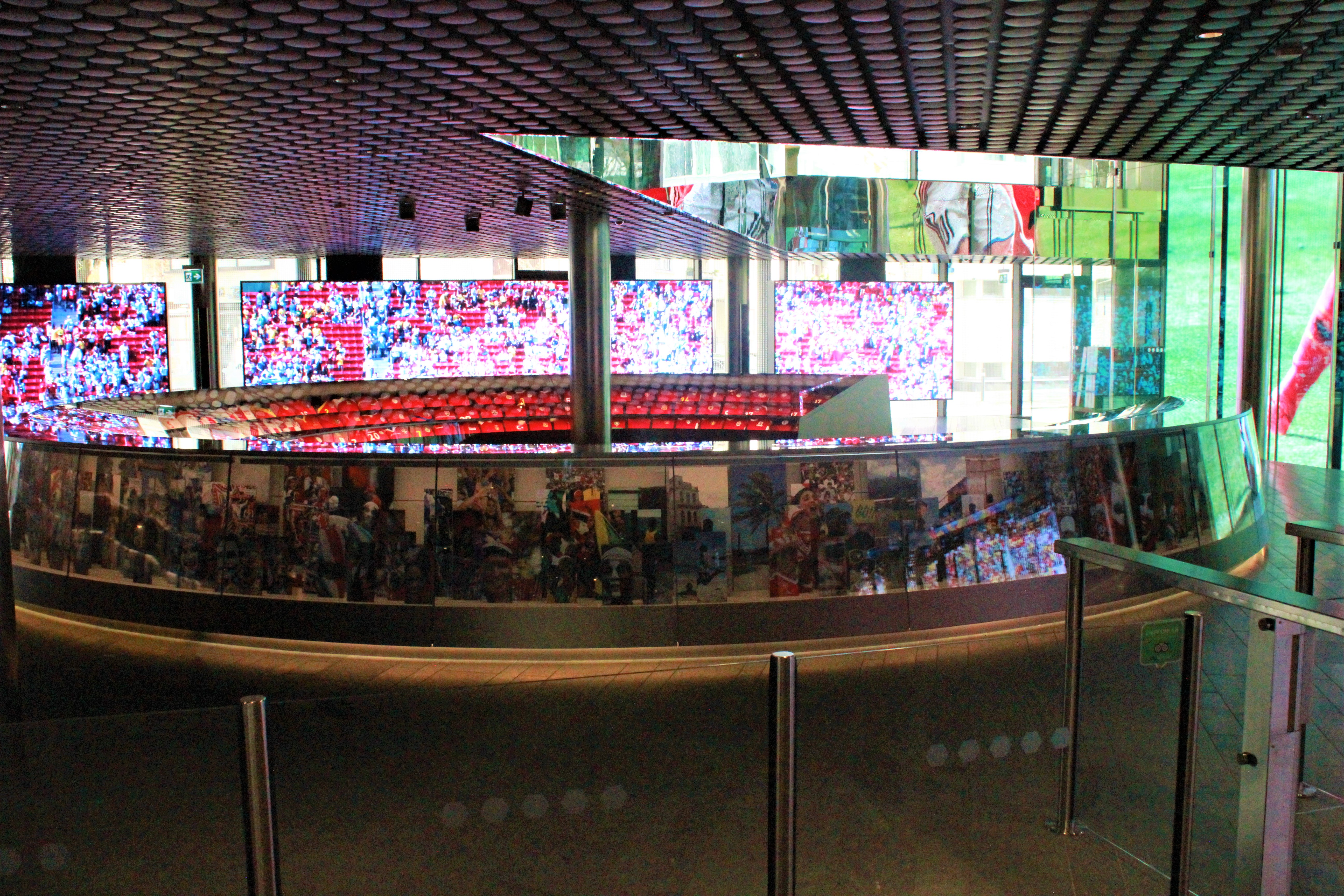
FIFA Museum, Zürich

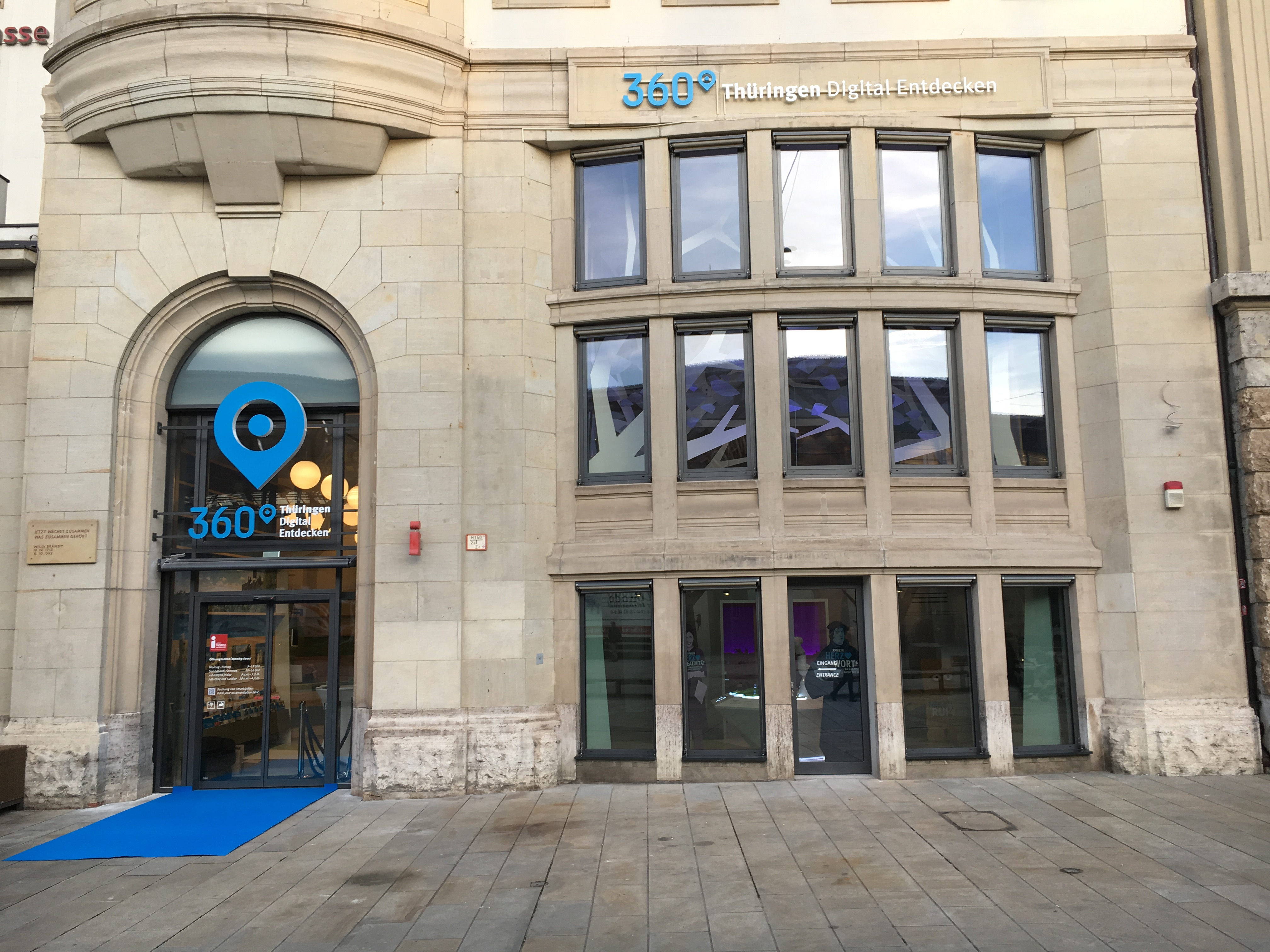
Erlebniswelt 360 Grad Thüringen Digital Entdecken, Erfurt

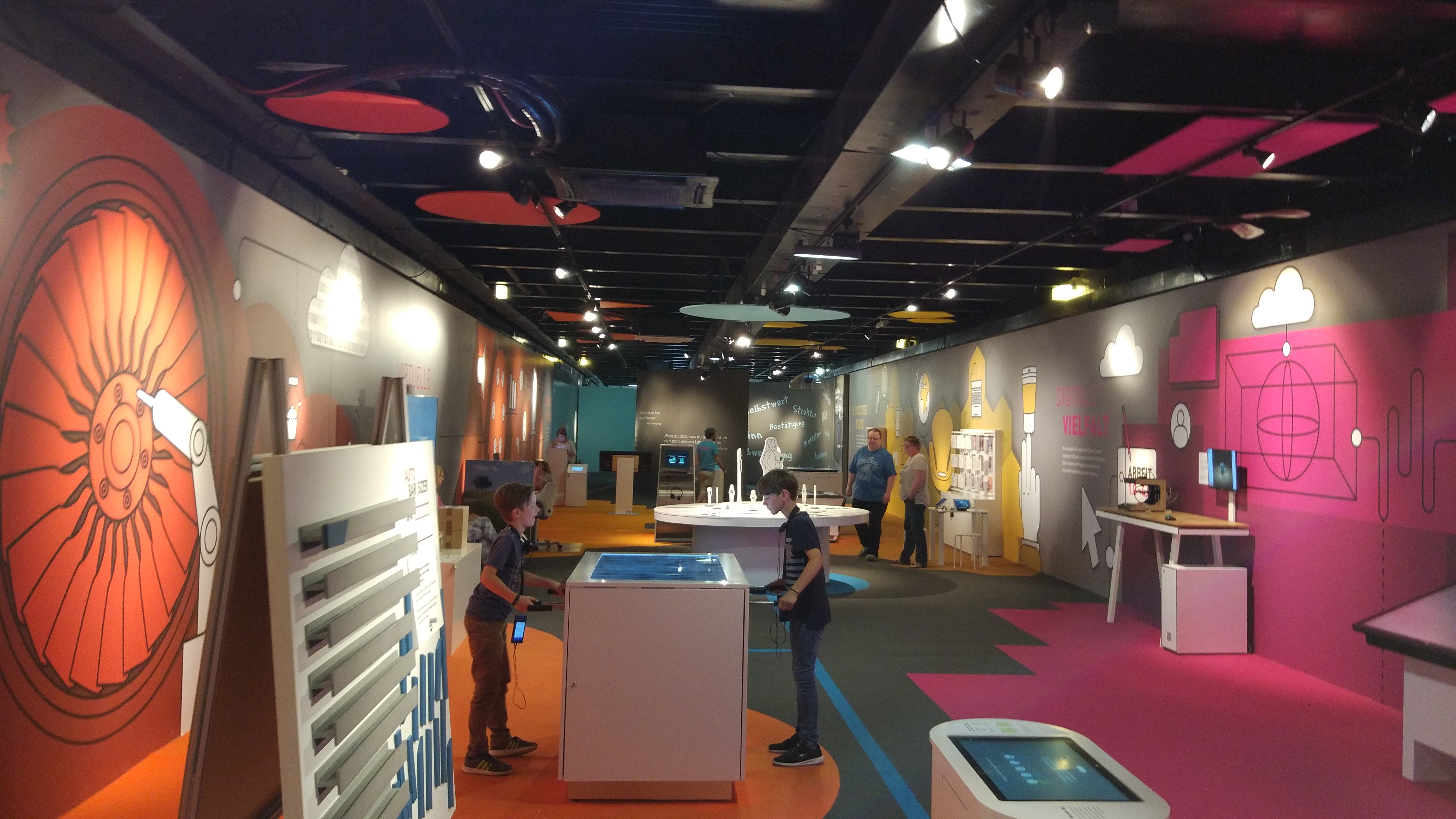
Ausstellung Arbeitswelten der Zukunft auf der MS Wissenschaft 2018

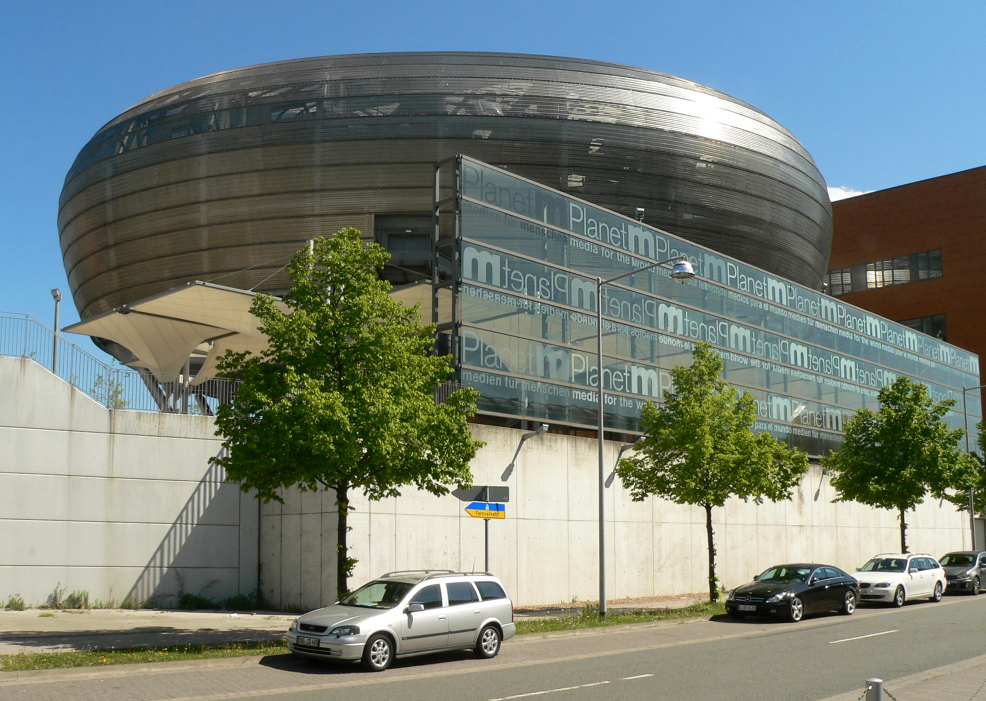
Expo 2000 Hannover, Planet m Pavillon

Die Agentur gestaltete Ausstellungen, Museen, Erlebniszentren, Messestände, Expo Pavillons, Edutainment-Konzepte, Markenwelten und Events. Viele Projekte des Unternehmens waren inhaltlich in drei Bereichen angesiedelt: Nachhaltigkeit, Sport und Kultur.
- Ausstellung Der Traum vom Sehen, Gasometer Oberhausen, Oberhausen 1997
- Pavillon Planet m, Expo 2000, Hannover 2000[11]
- Pavillon Happy End, Expo.02, Schweizer Landesausstellung[12]
- Themenpavillon Urban Planet, Expo 2010, Shanghai 2010[13]
- Konferenz Creating Climate Wealth Summit, Siemens-Villa, Wannsee 2012[14]
- Ausstellung Porzellanwelten auf der Leuchtenburg, Seitenroda 2014[15]
- Deutsches Fußballmuseum, Dortmund 2015[16]
- Showroom Hanergy Renewable Energy Exhibition Center, Peking 2015[17]
- FIFA Museum, Zürich 2016[18]
- Brandenburger Tor Museum, Berlin 2016[19]
- Barrierefreie Erlebnisausstellung Wildnis(t)räume im Nationalpark Eifel 2016[20]
- Besucherzentrum 360 Grad Thüringen Digital Entdecken, Erfurt 2017[21]
- App Thuringia.My.Culture. Digitaler Kulturreiseführer, Erfurt 2017[22]
- Showroom GS1 Germany Knowledge Center, Köln 2017[23]
- Event 100 Jahre UFA Anniversary Night, Berlin 2017[24]
- Ausstellung ALLES IN ALLEM. Jacob Böhme, Schlosskapelle, Staatliche Kunstsammlungen Dresden 2017[25]
- Konferenz Future Energy Forum, Expo 2017, Astana 2017[26]
- Ausstellung Arbeitswelten der Zukunft auf der MS Wissenschaft, Tour 2018
- Themenwelt KopfSachen, Experimenta, Heilbronn 2019[27]
- Virtual Reality Erlebnis zum Gottorfer Riesenglobus im Globushaus auf Schloss Gottorf, Stiftung Schleswig-Holsteinische Landesmuseen, Schleswig 2019[28]
- Ausstellung The Women’s Game, Jardin Nelson Mandela, Paris 2019[29]

## Auszeichnungen (Auswahl)
- Red Dot Design Award:
  - Dr. Oetker Welt, Bielefeld (2005)[30]
  - The Arrival, Event für Nord Stream AG, Lubmin (2011)[31]
  - The Women’s Game, Paris (2019)[32]
- Art Directors Club Award: Roadshow Siemens 360° Digitalization Tour, weltweit (2015)[33]
- iF Design Award:
  - Brandenburger Tor Museum, Berlin (2018)[34]
  - The Women's Game, Paris (2019)[35]